# Brian Taylor
Brian Taylor är en amerikansk filmregissör, filmfotograf, manusförfattare, kameraoperatör och filmproducent. Han är mest känd för sitt samarbete med Mark Neveldine som duon Neveldine/Taylor.

## Filmer
- 2006 - Crank - Regissör, manus och kamera operatör
- 2008 - Pathology - Producent, manus och kamera operatör
- 2009 - Crank: High Voltage - Regissör och manus
- 2009 - Gamer - Regissör och manus
- 2009 - Kid Revolver - Exekutiv producent
- 2010 - Jonah Hex - Manus